# 阿里德島
阿里德島（英語：Aride Island）是東非國家塞舌爾的島嶼，位於普拉蘭島以北10公里，長1.7公里、寬0.6公里，面積0.68平方公里，是該國最北端的花崗岩島，最高點海拔高度135米。

## 外部連結
- Aride Island - official Aride Island homepage （页面存档备份，存于）
- Aride Island photo gallery （页面存档备份，存于）
- Aride Island Guide

4°12′S 55°40′E / 4.200°S 55.667°E